# Pseudo-Longin
Pseudo-Longin (en grec ancien Λογγίνος / Loggínos) est le nom donné par les modernes à un écrivain grec anonyme du Ier siècle, auteur du Traité du sublime, (en grec ancien, Περὶ ὕψους / Perí hypsous), ouvrage qui a longtemps été attribué à Longin.

## Attribution duTraité du sublime
Son auteur est inconnu. On lit, en tête du manuscrit de référence, les mots « Dionysius ou Longinus », inscription que le copiste médiéval a lue comme étant « par Dionysius Longinus », si bien que lorsque le manuscrit a été imprimé, l'ouvrage a été initialement attribué à Longin (Cassius Dionysius Longinus, 213-273 ap. J.-C.). Comme la traduction correcte laisse ouverte la possibilité que l'auteur se soit appelé « Dionysius », l'attribution de l'ouvrage à Denys d'Halicarnasse (Ier siècle av. J.-C.) a été proposée.
Il est maintenant admis que l'auteur n'est ni Longin, ni Denys d'Halicarnasse, mais plutôt un auteur inconnu ayant vécu sous le règne de Tibère, au Ier siècle apr. J.-C.. En effet, en l'absence de tout indice relatif à la biographie de l'auteur réel, aucun de ces deux écrivains ne peut être retenu, car le Traité développe des idées totalement opposées à celles des autres ouvrages de Longin ; quant à l'hypothèse de Denys, elle présente des difficultés chronologiques.
Denys d'Halicarnasse, écrivant sous Auguste, a publié un certain nombre d'ouvrages. Cette hypothèse est généralement écartée en raison des différences de style et de pensée par rapport au Traité.
Longin : crédité d'un grand nombre d'ouvrages littéraires, il fut « le plus distingué érudit de son temps. » Néanmoins, il est douteux qu'il soit l'auteur du traité, car aucune référence n'y est faite à une œuvre postérieure au Ier siècle av. J.-C., la dernière citée étant celle de Cicéron. Le Traité est maintenant usuellement daté de la fin du Ier siècle en raison de thèmes abordés dans le même esprit par des auteurs de cette époque, tels Tacite, Pétrone ou Quintilien.
Parmi les autres noms proposés, on trouve Hermagoras (un rhéteur vivant à Rome au Ier siècle), Aelius Theon (dont les idées sont proches de celles du Traité), et Pompée Geminus (qui fut en relation épistolaire avec Denys).
Enfin, le fait que le Traité du sublime cite la Genèse a laissé penser que le pseudo-Longin serait un juif hellénisé ou un familier de la culture juive.

## Traité du sublime
Le texte du Περὶ ὕψους / Perí hypsous se présente sous la forme d'une lettre adressée à un certain Posthumius Terentianus, dont on ne sait rien sinon qu'il devait être un personnage public romain d'une certaine culture. La fin en est perdue : elle contenait probablement des considérations sur la liberté de parole, similaires à celles que Tacite expose dans son Dialogue des orateurs.
Le traité s'appuie sur un ensemble d'exemples littéraires, de plus de cinquante auteurs répartis sur plus de mille ans. Ce traité, dont n'ont été retrouvés que les trois quarts environ, est l'un des plus importants traités antiques de critique littéraire, avec la Poétique d'Aristote. Contre la rhétorique cicéronienne, il rejette la conception purement technique de l’atticisme qui proposait des recettes stylistiques, réduisant ainsi au « style sublime » la notion de sublime. Pour l'auteur du traité, le Sublime est « l'écho d'une grande âme », la substance de grandes idées conçues par un esprit créateur, et non leurs formules figées et imitables[réf. nécessaire]. Il le définit d’emblée comme la foudre (I, 4), comme une force dévastatrice visant au ravissement ou à l’extase, plus qu’à la persuasion. Le Sublime est présent aussi bien chez les poètes que chez les orateurs. L’auteur du traité estime que la valeur littéraire d’une œuvre tient avant tout à la dignité et à la sincérité du sentiment, et revendique les droits de la passion et de l’inspiration.

Parmi les moyens de parvenir au sublime, le premier critère proposé est l’élévation de la pensée et des sentiments, assortie d’effets pathétiques et d’expressions de l’enthousiasme ; les images doivent être vives et d’une grande force de suggestion. Les tropes et figures de style à privilégier sont l'asyndète (absence de liaison), l’anacoluthe (rupture de construction), l’hyperbate (distorsion du phrasé par rapport à l’ordre logique), l’épanaphore (répétition augmentative) et l’amplification (effet d’accumulation). En revanche, l’hyperbole et l’apostrophe devront rester discrètes. Le plus grand soin devra être apporté à la composition, pour assurer l’unité d’ensemble. L’auteur du Traité du Sublime cite, à titre d’exemple, un poème d’amour de Sappho, dans lequel il admire l’ordre successif de présentation des tourments et des troubles physiques de l’amour : 

« Elle est transie de froid et elle brûle, elle s’égare, si bien que ce n’est pas une passion qui se manifeste [en Sappho], mais un concours de passions. Toutes les épreuves de ce genre, les amants les subissent, mais le choix des traits dominants et leur union dans un tableau d’ensemble ont créé le sublime. »

— Traité du Sublime, X, 2-3 (traduction de Henri Lebègue)
Le sublime tient aussi à la force de l'expression, à l’éclat des images, à la puissance de l'effet dû à la composition, si bien que cette catégorie esthétique a pu faire l'objet d'interprétations divergentes chez les commentateurs depuis la Renaissance, comme Jean-François de La Harpe et Nicolas Boileau. Ce dernier écrit : « Par sublime Longin n'entend pas ce que les orateurs appellent style sublime, mais cet extraordinaire et ce merveilleux qui frappe dans le discours et qui fait qu’un ouvrage élève, ravit, transporte. »
Parmi les modèles proposés, certains sont attendus, comme Homère, Thucydide, Platon, Euripide et Démosthène, et d'autres très inhabituels pour cette époque, comme la Genèse. Les orateurs attiques, Lysias, Hypéride ou Isocrate, sont jugés d’une correction médiocre, d’un style trop lisse et policé, avec des liens syntaxiques trop apparents. Pour un Grec de l'époque, l’auteur du traité est d'ailleurs dénué de préjugé national, et compare Cicéron et Démosthène en dégageant impartialement leurs qualités propres (§ 12) ; cependant l’ampleur de la période cicéronienne est considérée comme un vaste incendie, comparée au phrasé de Démosthène qui frappe comme la foudre (XXXIV, 4). De tels jugements révèlent l’un des buts de ce petit traité : il visait à engager une polémique contre un certain Cecilius qui avait platement parlé de ce sujet, et contre le courant atticiste annonçant Denys d'Halicarnasse.

## Postérité duTraité
Redécouvert à partir de sa première impression par Robortello, le Traité du sublime fut très estimé à partir de la Renaissance. L’humaniste Isaac Casaubon le considérait comme « un petit livre d’or ».
La littérature baroque ayant rouvert le débat sur le sublime, le Traité devient au XVIIe siècle d'une actualité brûlante, et Nicolas Boileau en publia en 1674 une traduction qui contribua à inscrire le Traité dans l'histoire de la critique littéraire. Le Traité jouira d'un large succès jusqu'au XIXe siècle, et continue de nourrir la pensée européenne jusqu'à nos jours (voir Thomas Weiskel, Harold Bloom, Laura Quinney...)
Pascal Quignard fait du Pseudo-Longin l'un des fondateurs de la tradition de la rhétorique spéculative : « Du Sublime est encore un recueil d'icônes, rassemblant les « cimes » du logos : Le sublime (hypsos) est la cime la plus haute (akrotès) du logos ».